# Уравнение Рамануджана — Нагеля
Уравнение Рамануджана – Нагеля в теории чисел — уравнение следующего вида:
{\displaystyle 2^{n}-7=x^{2},}
Для него требуется найти натуральные решения неизвестных {\displaystyle n} и {\displaystyle x}.
Это пример экспоненциального диофантова уравнения. Уравнение названо в честь индийского математика Сринивасы Рамануджана и норвежского математика Трюгве Нагеля.

## История
Данное уравнение возникает при решении следующей задачи: найти все числа Мерсенна {\displaystyle (}то есть числа вида {\displaystyle 2^{b}-1)}, которые одновременно являются треугольными числами (то есть имеют вид {\displaystyle {\frac {y(y+1)}{2}}}). Несложные преобразования приводят к следующему результату:
{\displaystyle {\begin{aligned}&\ 2^{b}-1={\frac {y(y+1)}{2}}\\[2pt]\Longleftrightarrow &\ 8(2^{b}-1)=4y(y+1)\\\Longleftrightarrow &\ 2^{b+3}-8=4y^{2}+4y\\\Longleftrightarrow &\ 2^{b+3}-7=4y^{2}+4y+1\\\Longleftrightarrow &\ 2^{b+3}-7=(2y+1)^{2}\end{aligned}}}
Выполнив замену {\displaystyle n=b+3;\ x=2y+1,} получаем уравнение Рамануджана – Нагеля.
Рамануджан в 1913 году высказал гипотезу, что данное уравнение имеет только пять целочисленных решений:
| n | 3 | 4 | 5 | 7  | 15  | (последовательность A060728 в OEIS) |
| x | 1 | 3 | 5 | 11 | 181 | (последовательность A038198 в OEIS) |
По своему обыкновению, Рамануджан не привёл доказательства и не пояснил, как он пришёл к такой гипотезе. Независимо от Рамануджана, в 1943 году аналогичную гипотезу выдвинул норвежский математик Вильгельм Юнгрен. В 1948 году другой норвежский математик, Трюгве Нагель, опубликовал доказательство.
Соответствующие решениям «треугольные числа Мерсенна» часто называют числами Рамануджана – Нагеля:
{\displaystyle {\frac {y(y+1)}{2}}={\frac {(x-1)(x+1)}{8}}}
Их также пять: 0, 1, 3, 15, 4095 (последовательность A076046 в OEIS).

## Вариации и обобщения
Немецкий математик Карл Людвиг Зигель рассмотрел несколько более общее уравнение вида:
{\displaystyle x^{2}+D=AB^{n},}
где {\displaystyle D,A,B} — целые константы, и надо найти натуральные значения переменных {\displaystyle x,n}. Зигель доказал:
- количество решений этого диофантова уравнения в любом случае конечно[6];
- при {\displaystyle A=1,B=2} уравнение имеет не более двух решений, за исключением изложенного выше случая {\displaystyle D=7};
- существует бесконечно много значений {\displaystyle D,} для которых существуют два решения[7], например, {\displaystyle D=2^{m}-1}.

Пример: {\displaystyle D=119,A=15,B=2.} Уравнение {\displaystyle x^{2}+119=15\cdot 2^{n},} имеет шесть решений:
| n | 3 | 4  | 5  | 6   | 8  | 15  |
| x | 1 | 11 | 19 | 129 | 61 | 701 |
Ещё одно обобщение — уравнение Лебега — Нагеля:
{\displaystyle x^{2}+D=Ay^{n}}
где {\displaystyle D,A} — целые константы, и надо найти натуральные значения переменных {\displaystyle x,y,n.} Уравнение названо в честь французского математика Виктора-Амеде Лебега, который в 1850 году исследовал уравнение {\displaystyle x^{2}+1=y^{n}} и доказал, что оно имеет только тривиальные решения:
{\displaystyle 0^{2}+1=y^{0};\quad 0^{2}+1=1^{n};\quad x^{2}+1=(x^{2}+1)^{1}}
Из результатов Шори и Тейдемана следует, что число решений уравнение Лебега — Нагеля всегда конечно. Бюжо, Миньотт и Сиксек решили уравнения этого типа с {\displaystyle A=1} и {\displaystyle 1\leqslant D\leqslant 100}. В частности, обобщение исходного уравнения Рамануджана-Нагеля:
{\displaystyle y^{n}-7=x^{2}\,}
имеет положительные целочисленные решения, когда x = 1, 3, 5, 11 и 181.